# Jubing
Jubing (nepalski: जुभिङ, trl. Jubiṅ, trb. Dźubing) – gaun wikas samiti we wschodniej części Nepalu w strefie Sagarmatha w dystrykcie Solukhumbu. Według nepalskiego spisu powszechnego z 2001 roku liczył on 689 gospodarstw domowych i 3378 mieszkańców (1704 kobiet i 1674 mężczyzn).